# رایان لافلر
رایان لافلر (انگلیسی: Ryan LaFlare؛ زادهٔ ۱ اکتبر ۱۹۸۳) ورزشکار هنرهای رزمی ترکیبی اهل ایالات متحده آمریکا است.